# 湯里村
湯里村（ゆざとむら）は、島根県邇摩郡にあった村。現在の大田市の一部にあたる。

## 地理
北部は日本海に面し、湯里川の中・下流域に位置していた。

## 歴史
- 1889年（明治22年）4月1日、町村制の施行により、邇摩郡西田村、湯里村が合併して村制施行し、湯里村が発足[1][2]。
- 1954年（昭和29年）4月1日 - 邇摩郡温泉津町、井田村、福波村と合併し温泉津町が存続して廃止された[1][2]。

## 産業
農業

## 交通

### 道路
- 国道9号[1]